# 英阿梅·比隆德
英阿梅·比隆德（瑞典語：Ingamay Bylund，1947年9月25日—），瑞典女子马术运动员。她曾代表瑞典参加1984年夏季奥林匹克运动会马术比赛，获得团体盛装舞步赛铜牌。